# Àngela Ballester Muñoz
Àngela Ballester Muñoz (Bellreguard, la Safor, 15 de juny de 1980) és una política valenciana, diputada al Congrés dels Diputats en la XI i XII legislatures.
Llicenciada en Història per la Universitat de València i graduada en Relacions Internacionals i Interculturals per la Universitat Autònoma de Barcelona. També és màster en cooperació internacional i en afers electorals.
Membre del Consell Ciutadà Estatal de Podem, en 2014 fou nomenada secretària de coordinació executiva del Consell de Coordinació de Podem i Membre del Consell Ciutadà de la Comunitat Valenciana. També és responsable de l'Àrea de Sensibilització i Cooperació i de l'Àrea d'Amèrica Llatina de la Fundació Centro de Estudios Políticos y Sociales. A les eleccions generals espanyoles de 2015 i 2016 fou escollida diputada per la província de València per la coalició Compromís-Podemos-És el moment.